# Antonella Lualdi
Antonella Lualdi (en griego: Αντονέλλα Λουάλντι; nacida como Antonietta de Pascale, Beirut, 6 de julio de 1931-Roma, 10 de agosto de 2023) fue una actriz y cantante italiana. Actuó en muchas películas italianas y francesas en los años 50 y 60, notablemente en la película de Claude Autant-Lara The Red and the Black en 1954, junto con Gérard Philipe.

## Vida y carrera
Lualdi comenzó su carrera en 1949, tras ganar un concurso para nuevos talentos de la revista de cine Hollywood, en el que se presentaba como "Signorina X" ("Miss X"), invitando a los lectores a elegir su nombre artístico.
Tras protagonizar con él varias películas, se casó en 1955 con el actor italiano Franco Interlenghi; la pareja tuvo dos hijas, Stella y Antonellina, actriz por derecho propio.
En 1974 debutó en Francia como cantante con cierto éxito y elogios de la crítica, y luego debutó también en los escenarios con la comedia Le Moulin de la Galette, con la que realizó una gira por varios países europeos.
Antonella Lualdi falleció el 10 de agosto de 2023, a la edad de 92 años.

## Filmografía seleccionada
| - Prince of Foxes (1949) - (sin acreditar) - Little Lady (1949) - Maria Censi - Songs in the Streets (1950) - Anna - The Last Sentence (1951) - Maria, la nipote di Santini - Abbiamo vinto! (1951) - Elsa Nardecchi - Miracle in Viggiù (1951) - Antonella - His Last Twelve Hours (1951) - Daniela Valsetti - The Two Sergeants (1951) - Ha fatto tredici (1951) - Mirella - Repentance (1952) - The Overcoat (1952) - Vittoria - Adorable Creatures (1952) - Catherine Michaud - I figli non si vendono (1952) - Daniela - Three Forbidden Stories (1952) - Anna Maria (Segundo segmento) - Il romanzo della mia vita (1952) - Maria De Marchis - The Piano Tuner Has Arrived (1952) - Giulietta Narducci - Cats and Dogs (1952) - Lia - Solo per te Lucia (1952) - The Blind Woman of Sorrento (1953) - Beatrice di Rionero - Perdonami! (1953) - Anna Gerace - The Daughter of the Regiment (1953) - Tony (versión italiana) - Cavalcade of Song (1953) - La dirimpettaia del quinto piano - The Story of William Tell (1953) - Anna Walden - What Scoundrels Men Are! (1953) - Mariuccia - Casta Diva (1954) - Maddalena Fumaroli - Mid-Century Loves (1954) - Carla (segmento de "Napoli 1943") - Chronicle of Poor Lovers (1954) - Milena - Pietà per chi cade (1954) - Bianca Savelli - Papà Pacifico (1954) - Luisa Ceccacci - Avanzi di galera (1954) - Giovanna, la enfermera - The Red and the Black (1954) - Mathilde de La Mole - Le signorine dello 04 (1955) - Maria Teresa - Wild Love (1955) - Luisa - Andrea Chénier (1955) - Madeleine de Coigny - Wild Love (1956) - Adriana Latini - la parrucchiera - Altair (1956) - Elena - I giorni più belli (1956) - Giulia | - Fathers and Sons (1957) - Giulia Blasi - Méfiez-vous fillettes (1957) - Dany Dumont - La cenicienta y Ernesto (1957) - Julia - Young Husbands (1958) - Lucia - The Sky Burns (1958) - Laura Sandri - Mon coquin de père (1958) - Maria - One Life (1958) - Gilberte de Fourcheville - Polikuschka (1958) - Irina - Délit de fuite (1959) - Lucille Aitken - Bad Girls Don't Cry (1959) - Supplizia - Match contre la mort (1959) - Annie Lourmel - Web of Passion (1959) - Léda - Silver Spoon Set (1960) - Elsa Foresi - Run with the Devil (1960) - Donata - Appuntamento a Ischia (1960) - Mirella Argenti - The Mongols (1961) - Amina - The Shortest Day (1962) - My Son, the Hero (1962) - Disorder (1962) - Son of the Circus (1963) - The Swindlers (1963) - 100 Horsemen (1964) - Let's Talk About Women (1964) - Su e giù (1965) - The Sea Pirate (1966) - How to Seduce a Playboy (1966) - Massacre in the Black Forest (1967) - The Column (1968) - Ragan (1968) - Un caso di coscienza (1970) - Vincent, François, Paul and the Others (1974) - Cross Shot (1976) - Zero in condotta (1983) - A Thorn in the Heart (1986) - Who Wants to Kill Sara? (1992) - Nefertiti (1994) |

## Premios
- Premio Cinema italiano Anni d'oro. En 2020 Antonella Lualdi recibió el premio por su papel en la película de 1959 "La notte Brava" (Bad Girls Don't Cry), dirigida por Mauro Bolognini.[4]